# گوبلینز
«گوبلینز» (انگلیسی: Gobliiins) یک بازی ویدئویی در سبک بازی ماجراجویی است که توسط سییرا اینترتینمنت و در سال ۱۹۹۱ و در پلت‌فرم‌های مایکروسافت ویندوز، داس، آمیگا، و آتاری اس‌تی منتشر شده‌است.